# Petkovica
Petkovica (en serbe cyrillique : Петковица) est un village de Serbie situé sur le territoire de la ville de Šabac, district de Mačva. Au recensement de 2011, il comptait 816 habitants.

## Démographie
| 1948  | 1953  | 1961  | 1971  | 1981  | 1991  | 2002 | 2011 |
| ----- | ----- | ----- | ----- | ----- | ----- | ---- | ---- |
| 1 403 | 1 456 | 1 479 | 1 366 | 1 227 | 1 161 | 967  | 816  |

|  |